# Fordon (skulptur)

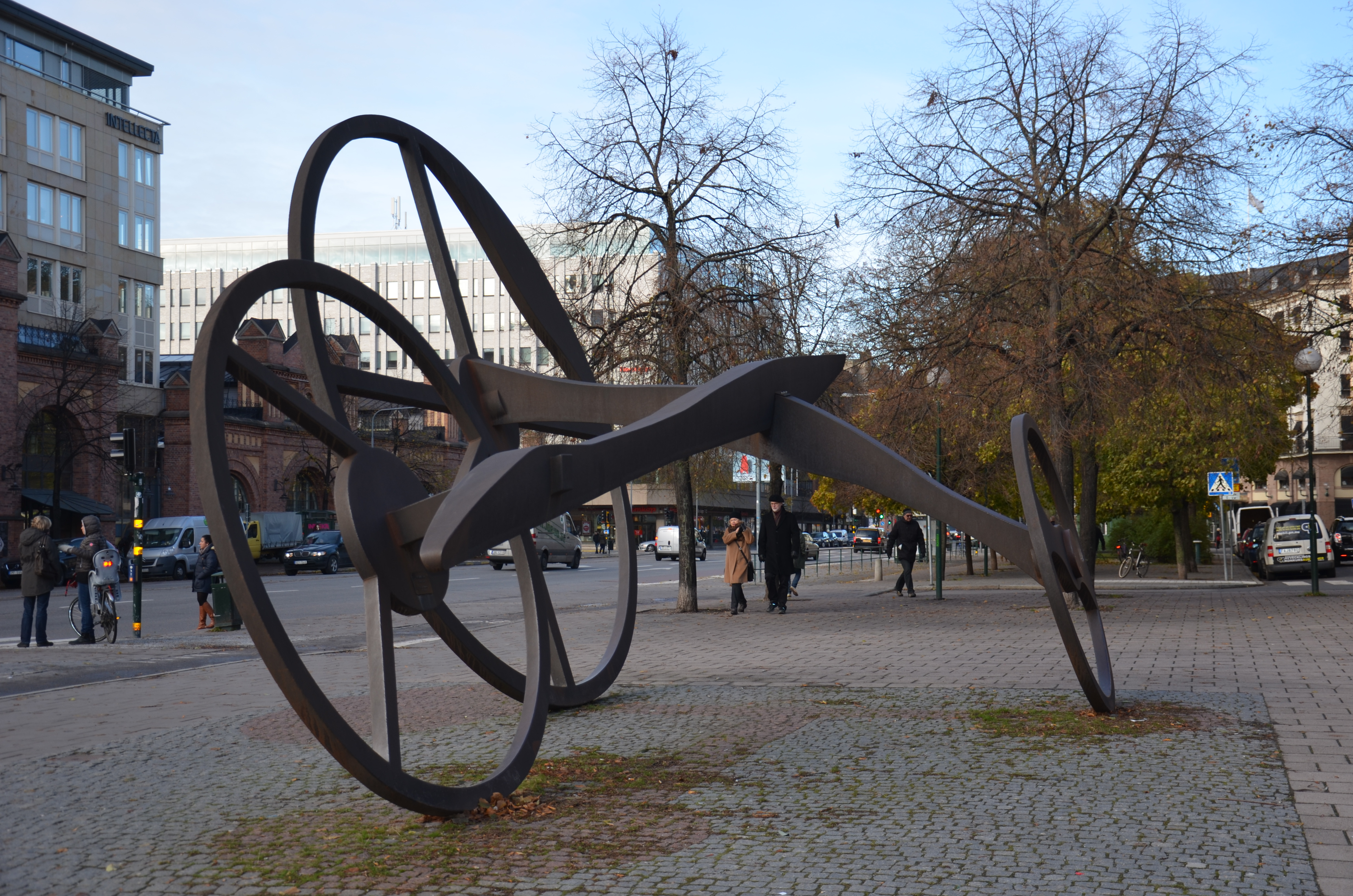
Fordon, mot Birger Jarlsgatan norrut

Fordon är en skulptur av Karl Göte Bejemark på Eriksbergsplan i Stockholm.
Fordon restes 1973 och är tillverkad av cortenstål. Den en består av en skulptur, som föreställer en stor framrusande vagn och en mindre skulpturgrupp av några människoliknande figurer och en hund i veckad plåt.
| ”                                                                                      | K G Bejemark har velat visa på människans bräcklighet och utsatta situation i den mer och mer dominerande trafiken | „ |
| – Om Fordon på Stockholms stads kulturförvaltnings internetdatabas Skulptur Stockholm. | |   |

## Fotogalleri

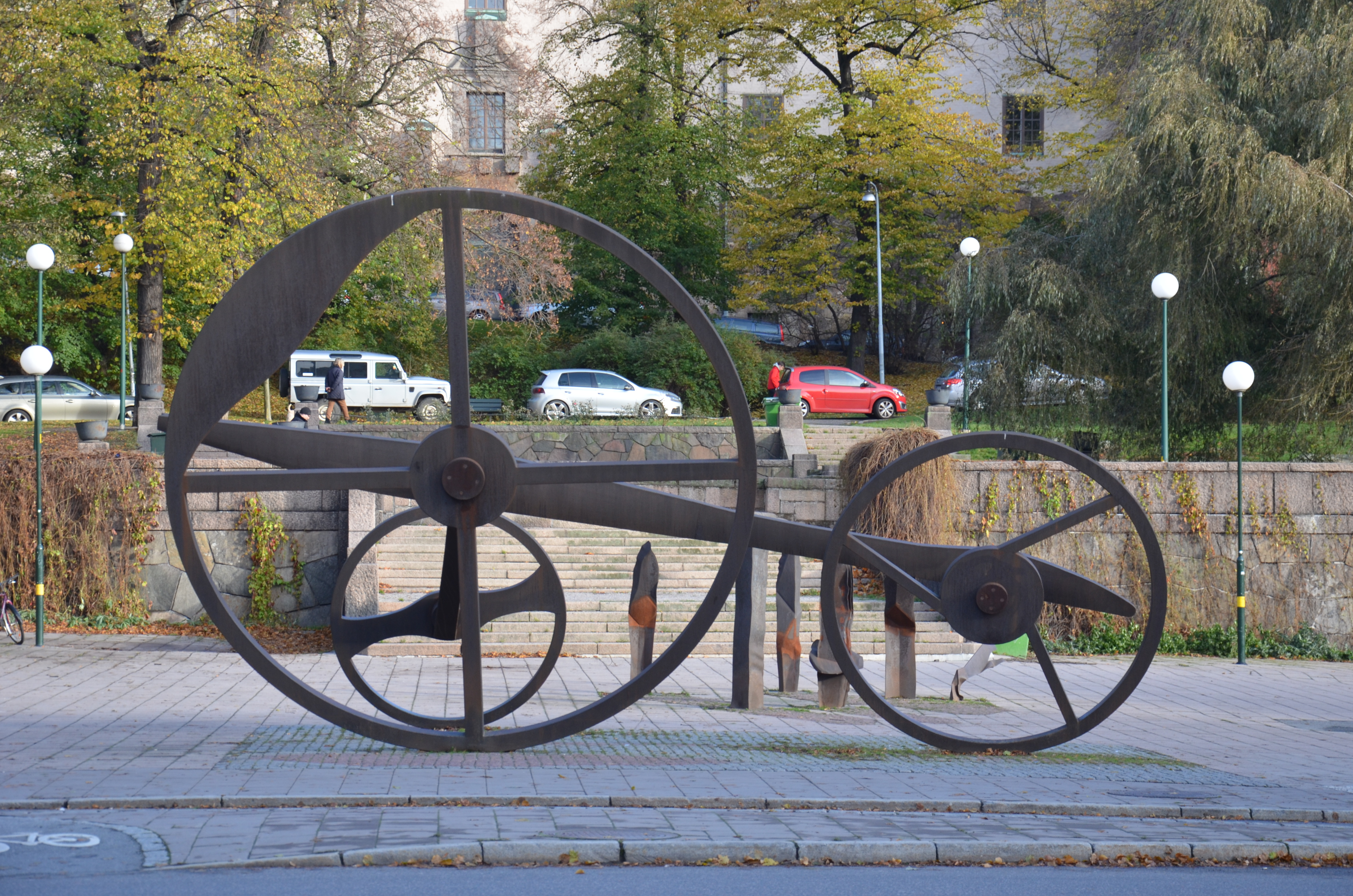
Mot Timmermansorden
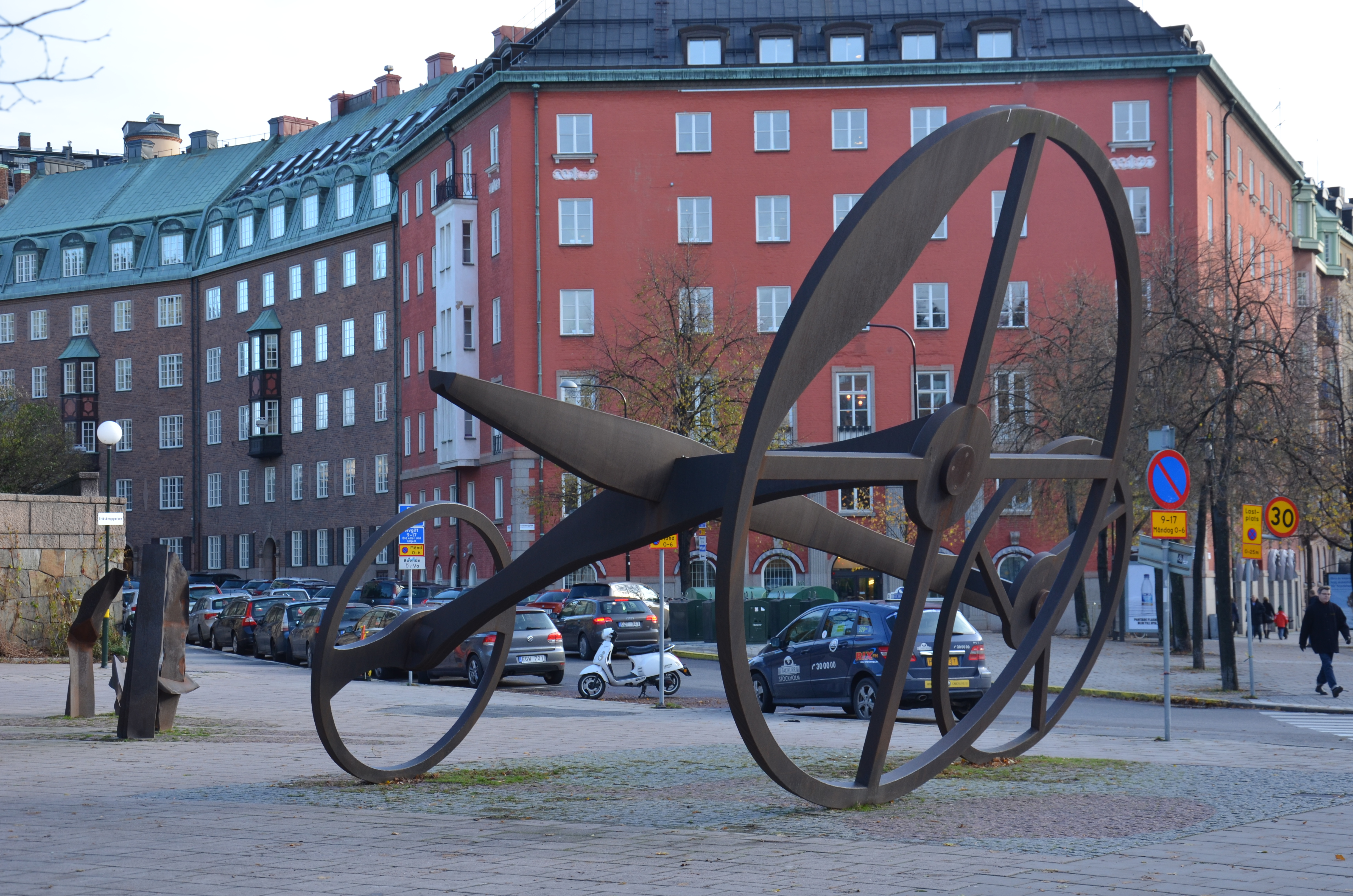
Mot Runebergsgatan och Birger Jarlsgatan söderut
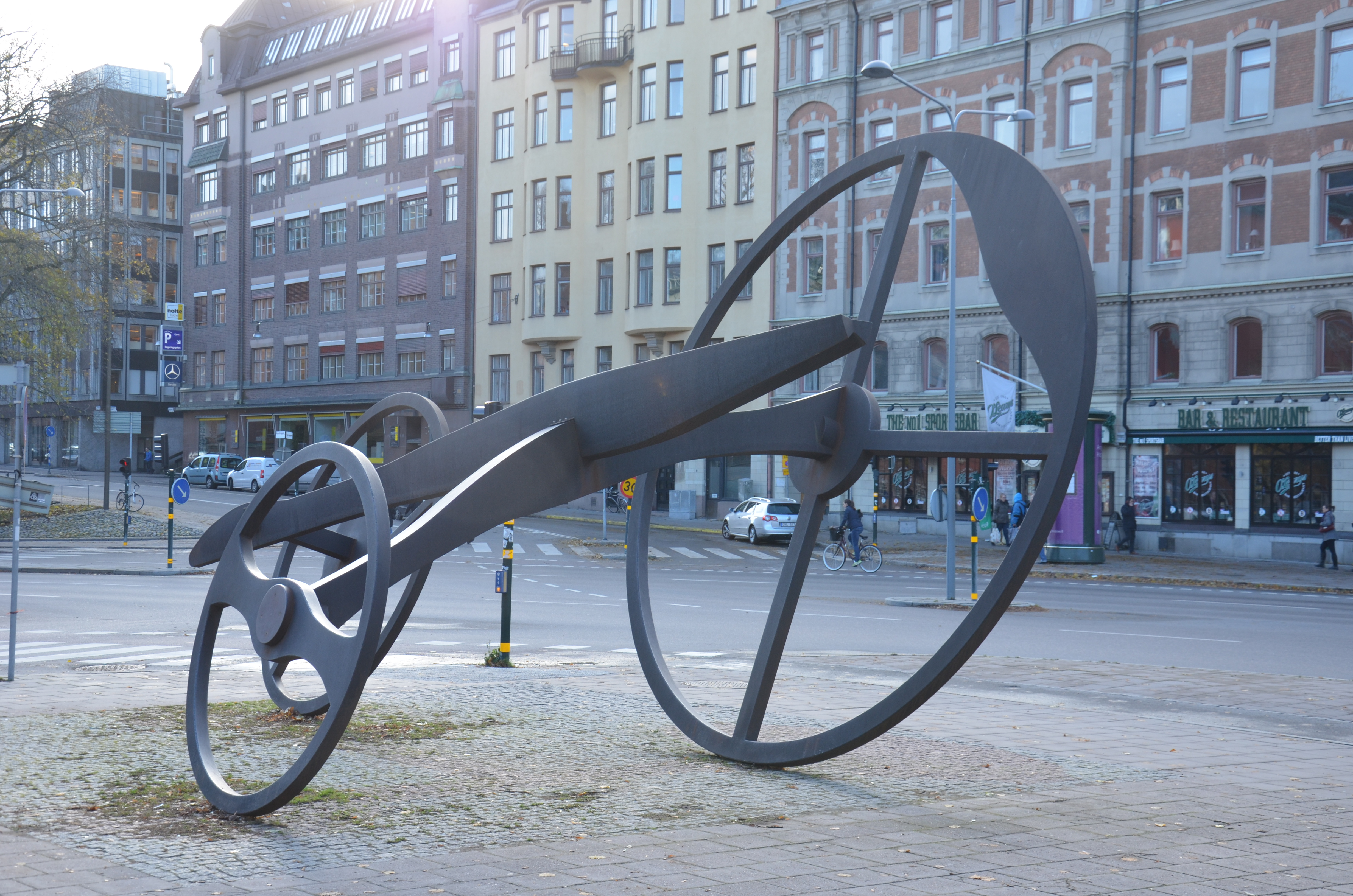
Mot Regeringsgatan
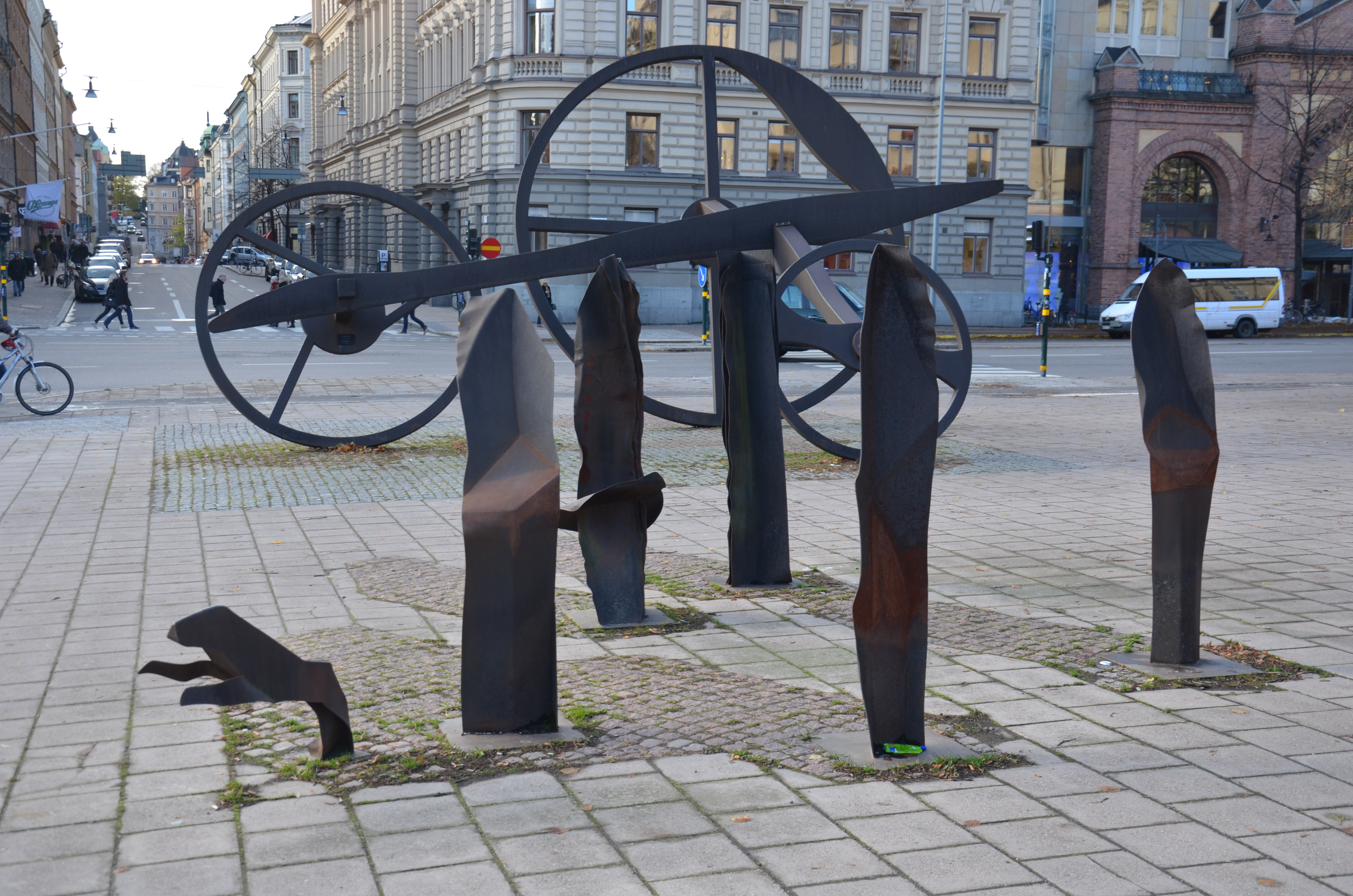
Mot Tegnérgatan